# Esben Hansen
Esben Hansen (* 10. August 1981 in Nykøbing Falster) ist ein dänischer ehemaliger Fußballspieler.

## Vereinskarriere
Der defensive Mittelfeldspieler begann seine Laufbahn in der Jugend des Boldklubben af 1921 (kurz: B.1921) in seiner Heimatstadt Nykøbing Falster, der sich mit anderen Vereinen 1994 zu Nykøbing Falster Alliancen zusammenschloss. Von Nykøbing FA wechselte er 2002 zu Odense BK; hier kam er bis 2007 auf 172 Einsätze in allen Wettbewerben, bei denen er zehn Tore erzielte.
Zur Saison 2007/08 schloss er sich dem deutschen Zweitligisten 1. FC Kaiserslautern an. Dort erhielt er einen Dreijahresvertrag, den er aber frühzeitig zu einer Ablösesumme von € 250.000 auflöste, da er laut Trainer Kjetil Rekdal „einfach nicht gepasst hat“. Er entschied sich daraufhin, zu seinem Ex-Verein Odense BK zurückzukehren. Nachdem sein Vertrag 2010 bei Odense BK nicht verlängert worden war, schloss er sich nach zweimonatiger Vereinslosigkeit Lyngby BK an. Nach der Saison beendete er seine Karriere.

## Nationalmannschaft
Hansen spielte 2003 zweimal in der dänischen U-21-Nationalmannschaft. Anfang September 2007 wurde Hansen von Trainer Morten Olsen für die EM-Qualifikationsspiele gegen Schweden und Liechtenstein erstmals in den Kader der dänischen Nationalmannschaft berufen. Gegen Liechtenstein machte er am 12. September 2007 in Aarhus sein erstes Spiel; dabei stand er mit der Rückennummer 10 gleich in der Anfangsformation der Dänen.